# Parascyllium sparsimaculatum
Parascyllium sparsimaculatum is een vissensoort uit de familie van de tapijthaaien (Parascylliidae). De wetenschappelijke naam van de soort is voor het eerst geldig gepubliceerd in 2002 door Goto & Last.